# 相続人 (1998年の映画)
『相続人』（原題: The Gingerbread Man）は、1998年にアメリカ合衆国で制作されたサイコスリラー映画。小説家ジョン・グリシャムが書き下ろしたシナリオを原作に、ロバート・アルトマンが監督を務めた。

## ストーリー
ある雨の日、弁護士のリックは、車が盗まれて立ち往生していたマロリーという女性を助け、魅力的な彼女と一夜を共にする。そこでマロリーから彼女の父親ディクソンについて相談を受ける。ディクソンは娘であるマロリーに対して異常な愛情を示しており、いつの間にかそれはストーカー行為にまで発展しているのだと言う。この相談を受けたリックは、ディクソンの素行を調べ上げ、法的措置を講じて彼を病院に入院させる。しかし、しばらくしてディクソンは病院を脱走。それ以降、リックとマロリーの周りで脅迫めいた事件が続発する。

## キャスト
| 役名                 | 俳優                   | 日本語吹替 | 日本語吹替   |
| 役名                 | 俳優                   | ソフト版   | フジテレビ版 |
| -------------------- | ---------------------- | ---------- | ------------ |
| リック・マグルーダー | ケネス・ブラナー       | 森田順平   | 佐々木梅治   |
| マロリー・ドス       | エンベス・デイヴィッツ | 田中敦子   | 佐藤しのぶ   |
| クライド・ペル       | ロバート・ダウニー・Jr | 入江崇史   | 内田直哉     |
| ロイス・ハーラン     | ダリル・ハンナ         | 沢海陽子   | 宮寺智子     |
| ディクソン・ドス     | ロバート・デュヴァル   | 宝亀克寿   | 加藤精三     |
| ピート・ランドル     | トム・ベレンジャー     | 小山武宏   | 菅生隆之     |
| リアン・マグルーダー | ファムケ・ヤンセン     | 小野未喜   | 田中敦子     |
| リビー・マグルーダー | メイ・ホイットマン     | 浅野まゆみ |              |
| ジェフ・マグルーダー | ジェシー・ジェームズ   | 水間真紀   |              |

- フジテレビ版：初回放送2002年5月25日 『ゴールデンシアター』